# NGC 1851
Az NGC 1851 (más néven Caldwell 73) egy gömbhalmaz a Columba (Galamb) csillagképben.

## Felfedezése
A gömbhalmazt James Dunlop fedezte fel 1826. május 10-én.

## Tudományos adatok
Az NGC 1851 gömbhalmaz 320,9 km/s sebességgel távolodik tőlünk.

## Megfigyelési lehetőség
Egy 20-szoros nagyítású távcsővel könnyen megfigyelhető, de teljes szépségében csak a déli félgömbről lehet megcsodálni.